# 小行星3737
小行星3737（3737 Beckman）是一颗绕太阳运转的小行星，为火星轨道穿越小行星。该小行星于1983年8月8日发现。

## 轨道参数
小行星3737的轨道半长轴为2.4067166 UA，离心率为0.396。